# 六郷政展
六郷 政展（ろくごう まさのぶ）は、江戸時代中期の出羽国本荘藩世嗣。官位は従五位下・丹後守。

## 略歴
宝暦元年（1751年）、5代藩主六郷政長の長男として誕生した。
宝暦4年（1754年）に父が没すると、まだ幼少であったため、家督は従兄弟の六郷政林が継ぎ、政展は政林の養嗣子となった。明和5年（1768年）6月1日、第10代将軍徳川家治にお目見えした。同年12月18日、従五位下丹後守に叙任された。
家督相続前の安永5年（1776年）3月18日、死去。享年26。